# 宇治金時

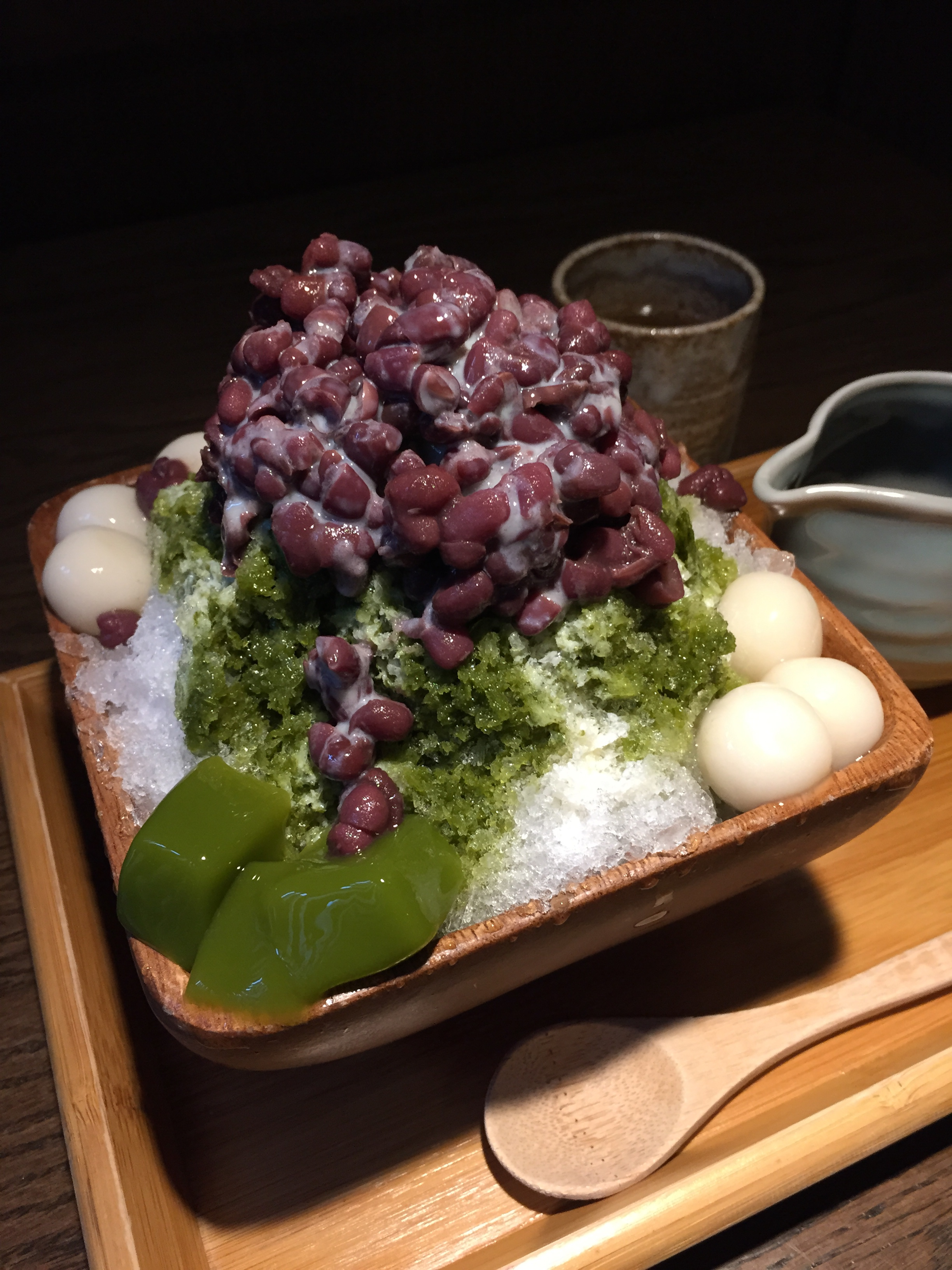
宇治金時

宇治金時（日语：／ Ujikintoki */?），是一種日本的傳統刨冰，以日式抹茶加砂糖及水煮成糖漿，淋在刨冰上，旁邊加上以砂糖熬煮的紅豆，製成色彩分明的甜品。也有人加上白色的糯米糰子，增加色彩及口感。
「宇治」原指宇治抹茶，即以京都府宇治市周邊地區所生產的日本抺茶，起源可上溯至鎌倉時代。至室町時代，宇治周邊地區所生產的茶被分類為高級抹茶，以「宇治玉露」最著名。
「金時」原指名為「金時豆」的紅豆，後來演變為指以砂糖煮調過的紅豆。現在的「宇治金時」則泛指由許多口味加上綠茶所製成的冰品（例如：芒果、草莓、薄荷），上面還可以加紅豆或蘆薈及兩球冰淇淋。